# Ádám Fekete
Ádám Fekete, född 16 maj 1994 i Budapest, är en ungersk kanotist.

## Karriär
2017 tog Fekete och Jonatán Hajdu brons i C-2 200 meter vid EM i Plovdiv och brons i samma gren vid VM i Račice. 2019 tog de båda silver i C-2 500 meter vid VM i Szeged.
Vid VM i Köpenhamn 2021 tog Fekete och Hajdu silver i C-2 500 meter.